# Conus helgae
Espèce
Statut de conservation UICN

 LC  : Préoccupation mineure
Conus helgae est une espèce de mollusques gastéropodes marins de la famille des Conidae.
Comme toutes les espèces du genre Conus, ces escargots sont prédateurs et venimeux. Ils sont capables de « piquer » les humains et doivent donc être manipulés avec précaution, voire pas du tout.

## Description
La taille de la coquille atteint 40 mm.

## Distribution
Cette espèce marine est présente dans l'océan Indien au large de Madagascar.

### Niveau de risque d’extinction de l’espèce
Selon l'analyse de l'UICN réalisée en 2011 pour la définition du niveau de risque d'extinction, cette espèce est endémique à Madagascar et se trouve sur la côte sud jusqu'au nord-ouest. C'est une espèce extrêmement rare dont on connaît moins de 50 spécimens dans les collections. Cependant, cette espèce a une aire de répartition raisonnablement large, et de ce fait, il est peu probable que la population entière soit affectée par un forage pétrolier dans la région (www.madagascaroil.com). Le tourisme et la pêche sont peu susceptibles de menacer cette espèce et l'habitat en eaux profondes peut offrir une protection contre d'autres sources de pollution. Cette espèce a donc été évaluée comme étant de préoccupation mineure.

## Taxonomie

### Publication originale
L'espèce Conus helgae a été décrite pour la première fois en 1992 par le malacologiste allemand Manfred Blöcher (1929-) dans la publication intitulée « Acta Conchyliorum »,.

### Synonymes
- Asprella helgae (Blöcher, 1992) · non accepté
- Conus (Asprella) helgae Blöcher, 1992 · appellation alternative
- Rolaniconus helgae (Blöcher, 1992) · non accepté